# ニジェール植民地

ニジェール植民地
Colonie du Niger (フランス語)

国歌: La Marseillaise（フランス語）
ラ・マルセイエーズ

1936年のフランス領西アフリカ。ニジェール植民地にはチャドの初期のティベスティ地域がなく、後期のオートボルタ東部が含まれている。

ニジェール植民地（ニジェールしょくみんち、フランス語: Colonie du Niger）は、かつて存在した西アフリカのニジェールの領土の大部分と、マリ、ブルキナファソ、チャドの一部を範囲とするフランス植民地である。1900年から1960年までさまざまな形で存在したが、ニジェール植民地と呼ばれたのは1922年から1960年までの間だけだった。

## 歴史

### 軍政
1890年代にフランスが現在のニジェールの一部地域を支配し始めたが、1900年7月23日に正式なザンデール軍事政府が形成された。この軍事政府は現在のニジェール南部を統治するだけで、ザンデール以東またはニジェール以北は名目上の統治のみであった。その司令官はニアメ近郊のソルボ・ハウサ村に本拠を置き、1903年に本部を移転した。行政上、1902年から1904年まではセネガンビア及びニジェール植民地の一部であり、1904年から1911年は上セネガル及びニジェール植民地の一部であった。 フランス海洋団の士官らによって運営され、その予算と運営はカイ（後のバマコ）の副総督に依存し、軍事的意思決定や本土や他の植民地の当局との連絡はダカールの総督を通じて行われた。この地域はフランスの地図にも「第三軍事領土」として記載されていた。 1910年6月22日、この領土はニジェール軍事政府と改名され、現在のマリ北東部（ガオ集落）とチャド北部（ティベスティ集落）の一部が含まれた。 1911年6月21日、ガオ村はフランス領スーダンに割譲され、1911年代後半を通じて、ビルマ、ンギグミなどの北部と東部にフランスの常駐師団を設置する取り組みが行われた。 1911年、領土の西部が比較的平和であったことと、南部へのイギリス人やリビアからのイタリア人の侵入に対する恐怖を反映して、領土の本部はザンデールに移転された。 それにもかかわらず、フランスの北部および東部地域の支配は最小限にとどまった。モーリタニアと並んで、ニジェールはフランス領西アフリカの中で軍事政権下に残った唯一の地域であった。

### 民間植民統治
1922年10月13日、ニジェール民間植民地は南部と西部のほとんどの地域を支配し、副総督がフランス領西アフリカ総督直属となった。 1919年にフランス領オートボルタが民間植民地として設立され、ニジェール川以西の現在のニジェールの地域は移管された。 1926年に首都はザンデールからニアメに再び移された。 1930年、ティベスティ・セルクルはフランス領赤道アフリカのチャド植民地に割譲され、1932年にはフランス領オートボルタの植民地が近隣諸国に分割され、ドリとファダ・ングルマのセルクルはニジェール植民地に割譲された。

### 第二次世界大戦期
隣国のチャドとは異なり、ニジェール植民地の当局者は1940年以降もヴィシー政権に忠実であり続けたため、1944年まで南部(ナイジェリア)国境と東部国境を閉鎖していた。

### 脱植民地化
1946年12月31日、ンギグミとアガデスの軍政領土はニジェール植民地に割譲され、ビルマ集落だけが現代ニジェールの最後の軍政区域として残された。 極北東にあるこの地域は、1956年に初めてフランスの民政下に置かれた。
1947年、フランス領オートボルタが再編され、ドリとファダ・ングルマの集落がオートボルタ植民地に割譲された。 1947年以降、小さな国境変更はあったが、この変更によりニジェールの現在の国境が大まかに確立された。
1956年の海外領土基本法により、一般投票によって選出されたニジェール準州議会によって国内規則の基礎が作られたが、その権限は諮問権限と行政権限のみを保持していた。1958年にフランス共同体がフランス連合を引き継いだ。 1958年8月25日、副総督はニジェール高等弁務官に就任したが、純粋に国内行政の一部を管理する準独立国家の国家元首に留まった。
1959年2月25日の憲法は、1958年12月に選出されたニジェール準州議会からこの目的のために設立された機関であるニジェール制憲議会によって批准された。1959年3月12日、制憲議会はニジェール国民議会となり、次長が就任した。 アマニ・ディオリ政権は評議会議長の称号を維持した。 名目上の行政権は議会に与えられ、ニジェールの国旗、ニジェールの国歌、ニジェールの紋章などの要素を憲法で定めるとともに、政治団体、権利、権限の命名に関する文言も定められた。 その後の文書にもこれらのことは保持される。
アルジェリア戦争とフランス第四共和制の崩壊後、フランス連合の植民地は 1960年に完全に独立した。ニジェールは1960年11月8日に初の完全独立憲法を批准し、ジャン・コロンバーニは 1960年11月10日に高等弁務官を辞任した。